# Грб Северне Кореје
Грб  Северне Кореје је званични хералдички симбол Демократске Народне Републике Кореје. Грб има облик комунистичког амблема, јер је дизајниран по узору на грб Совјетског Савеза, а усвојен је 1948. године.
Средишњи дио грба састоји се од приказа хидроелектране и бране Супунг, изнад које се на хоризонту протеже планина Паекту. Испред бране се налази електрични далековод, симбол индустријализације и електирификације земље. Изнад се налази петокрака црвена звезда, која одашиље зраке светлости.
Средишњи део окружују свежњеви риже, који су међусобно повезани црвеном траком. На траци је исписано пуно име државе „Демократска Народна Република Кореја“ на писму Хангул.